# センターポイント・ディベロップメント
株式会社センターポイント・ディベロップメント（CenterPoint Development Inc.）は、東京都千代田区に本社を置き、物流不動産に特化した投資助言会社である。

## 概要
物流不動産セクターに特化した投資助言・資産運用会社。
海外大手不動産投資顧問会社で業務経験を積んだメンバーが2011年に設立した。
社名にある「センターポイント」はホームページの基本方針の一部に書かれている、「当社の手掛ける物流施設が社会インフラの結節点「センターポイント」となり、施設を利用されるお客様に対しても喜ばれる、社会的意義のあるプロジェクトを手掛けることを目指しています。」から来ているものと思われる。

## 沿革
- 2011年
  - 4月 - 設立[2]。
- 2012年
  - 8月 - 本店を東京都港区赤坂7丁目3番37号プラース・カナダに移転[2]。
- 2016年
  - 1月 - 本店を東京都千代田区霞が関3丁目7番1号霞が関東急ビルに移転[2]。
- 2018年
  - 10月 - 三菱HCキャピタル株式会社（旧三菱UFJリース株式会社）に第三者割当増資を実行。同社他と投資総額1,000億円の物流不動産投資プログラムを組成[2]。
  - 11月 - 本店を東京都千代田区大手町一丁目9番2号に移転[2]。
- 2021年
  - 9月 - 本店を東京都千代⽥区紀尾井町3番12号に移転[2]。
- 2022年
  - 11月 - CPD投資顧問株式会社を設立[2]。
- 2023年
  - 4月 - 三菱HCキャピタル株式会社が株式会社センターポイント・ディベロップメントを完全子会社化[2]。

## 物流施設
西日本
- CPD西宮北Ⅰ[4][5]
- CPD西宮北Ⅱ[6][7]
- CPD枚方[8]
- CPD西淀川
- CPD大阪南港[9]
- CPD名古屋みなと[10]
- CPD一宮[11]
- CPDみよしロジスティクスセンター
- HUB AMAGASAKI
- CPD五日市ロジスティクスセンター

東日本
- CPD松戸Ⅰ[12]
- CPD松戸Ⅱ[13]
- CPD草加[14]
- CPD柏物流センター
- 厚木内陸ロジスティクスセンター